# Charly In-Albon
Charly In-Albon (Brig, 23 juni 1957) is een Zwitsers voormalig voetballer die speelde als verdediger.

## Carrière
In-Albon maakte zijn profdebuut voor FC Sion en bleef er spelen tot in 1979. Hij maakte in 1979 de overstap naar Grasshopper waarmee hij in 1982, 1983, 1984, 1990 en 1991. Hij won met hen de beker ook in 1983, 1988, 1989 en 1990. Hij eindigde zijn loopbaan bij FC Winterthur in 1992.
Hij speelde 40 interlands voor Zwitserland, hij scoorde één keer.
Hij trainde na zijn spelersloopbaan FC Nantes, FC Vevey en FC Sion.

## Erelijst
- Grasshopper
  - Landskampioen: 1982, 1983, 1984, 1990, 1991
  - Zwitserse voetbalbeker: 1983, 1988, 1989, 1990